# Abista
L'Abista és un riu del districte municipal d'Alytus (Lituània). Flueix durant 22 quilòmetres i té una àrea de 87 km². És un afluent del riu Varėnė, que flueix fins al riu Neman via el riu Miarkís.